# ヒペリオン (衛星)
ヒペリオン またはヒュペリオン またはハイペリオン (Saturn VII Hyperion) は、土星の第7衛星。ギリシア神話におけるティーターンの一人ヒュペリーオーンから名づけられた。土星の8番目に大きい衛星である。
1848年にウィリアム・クランチ・ボンドらにより発見された。不規則な形状で、カオス的な自転をし、スポンジのような特徴的な外見をしている。球から離れた形状をした衛星としては初めて発見されたものである。

## 発見と命名
ヒペリオンは、1848年9月にウィリアム・クランチ・ボンドおよびその息子ジョージ・フィリップス・ボンドと、ウィリアム・ラッセルによって独立に発見された。発見が早かったのはボンド親子であり、9月16日の観測で衛星を発見している。その2日後の9月18日に、ラッセルもイアペトゥスを探す観測を行っている最中にヒペリオンを発見した。しかし新衛星の発見を論文として報告したのはラッセルの方が先であった。現在では、3人全員がヒペリオンの発見者として扱われている。
ヒペリオンが発見されたのは、ジョン・ハーシェルが発見済みの7個の衛星に対して出版物「Results of Astronomical Observations made at the Cape of Good Hope」で命名を行ったすぐ後のことであった。ハーシェルは土星の衛星に対してギリシア神話における巨人から名前を取って命名した。ラッセルは発見を報告する論文の中で、ハーシェルによる命名の規則を踏襲してギリシア神話のティーターンの一人ヒュペリーオーンにちなんで命名し、その名前が現在まで使用されている。また Saturn VII という呼称も使われている。

## 物理的特徴

### 形状

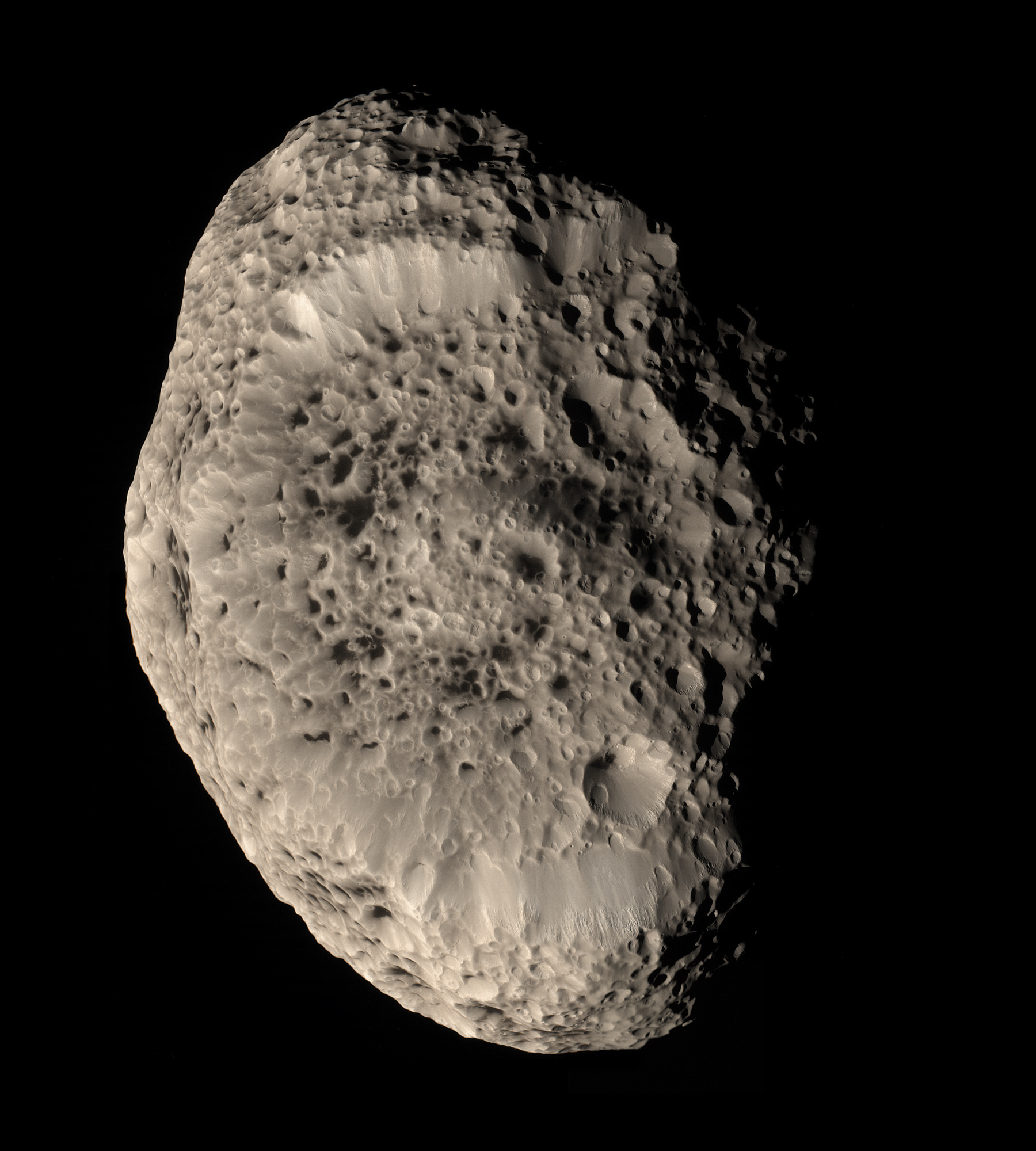
カッシーニが撮影したヒペリオン。

ヒペリオンは非常に不規則な形状をしており、短軸はおよそ 200 km、長軸はおよそ 360 km である。海王星の衛星プロテウスに次いで太陽系で2番目に大きな非球形の衛星であり、静水圧平衡の状態にはなっていない。静水圧平衡の状態にあり楕円体の形状をしているもので最も軽い天体はミマスであるが、ヒペリオンの質量はミマスの 15% である。ヒペリオンにある最も大きいクレーターは直径がおよそ 121.57 km あり、深さは 10.2 km ある。
ヒペリオンがこのような不規則な形状をしている理由として、ヒペリオンは過去に大規模な天体衝突を経験した際の破片であるという仮説が提唱されている。この説によれば、ヒペリオンの元となった母天体は直径が 350-1,000 km であったと想定される。天体衝突では大量の破片が発生するが、この時の破片が1000年程度に渡ってタイタンに低速で衝突したことによって、タイタンの大気に揮発性物質を供給したという仮説も提案されている。

### 組成

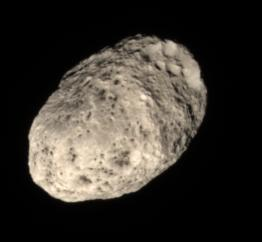
カッシーニによって撮影されたヒペリオン。この画像は実際の色に近い。

2005年9月26日、土星探査機カッシーニによる接近観測が行われた。アメリカ合衆国コーネル大学などの国際チームが、この際に撮影された高分解能の画像の分析結果を英科学雑誌「ネイチャー」に発表した。それによると、ヒペリオンの平均密度は 0.5-0.6 g/cm3であり、この値は例えばヒペリオンよりやや小さな土星の衛星フェーベの1/3しかない。密度が低いことから、組成は大部分が水の氷であり、岩石の含有量はわずかであることが示唆される。また、ヒペリオンは破片が重力的に緩く結びついたラブルパイル天体である可能性があり、主に氷でできているとすれば空隙率は 46% と推定される。
氷が主成分とみられる点は他の土星の衛星と似ているが、アルベドが 0.2-0.3 と低い値を取ることは他の多くの衛星とは異なる特徴である。表面が暗い物質によって薄く覆われているためにアルベドが低くなっているのだろうと考えられている。この暗い物質は、より暗い表面を持ち、過去にイアペトゥス付近を通過したフェーベから来たものである可能性がある。ヒペリオンはフェーベよりも赤い表面を持ち、イアペトゥスにある暗い物質の色と非常に似ている。またフェーベの他には、スカジとユミルも、ヒペリオン表面の暗い物質の供給源である可能性が指摘されている。

### 表面の特徴
ボイジャー2号が土星をフライバイした際の観測ではヒペリオンは遠方からしか撮影されておらず、個々のクレーターなどの地形は識別されたものの、ヒペリオン表面の模様までは分からなかった。カッシーニによる初期観測でその表面が異様であることが示唆されていたものの、その奇妙な外観の全体が明らかにされたのは2005年9月25日のヒペリオンのフライバイ観測の時であった。
ヒペリオンの表面には無数の深いクレーターが存在してスポンジのように見え、他には知られていない特徴的な外観を有している。クレーターの縁が明瞭であることも特徴の一つである。それぞれのクレーターの底には他の表面より暗い物質が堆積している。赤っぽい物質は炭素と水素からなる長い鎖式炭化水素を含み、イアペトゥスなどの他の土星の衛星で発見されている物質と非常に似た見た目をしている。
科学者たちは、ヒペリオンの外見が異様でスポンジのような外見をしていることは、この天体がサイズの割に非常に密度が低いことと関係していると考えている。密度が低いためヒペリオンは非常に多孔質の構造をしており、また表面重力は小さい。多孔質の天体では、隕石衝突が発生した時には物質が掘削されるよりも表面が圧縮される傾向があり、さらに表面重力が小さい場合は衝突で放出された物質は重力を振り切って脱出するため表面に帰ってこない。そのため明瞭な縁を持つクレーターで埋め尽くされた表面をしていると考えられる。
カッシーニが2005年と2006年にヒペリオンをフライバイした際に得られたデータの最新の解析では、ヒペリオンの空隙率は 40% 程度であると推定されている。空隙率がこの程度の値であれば、表面のクレーターは非常に長い期間に渡ってほとんど変化しない可能性があると考えられている。新しい解析でもヒペリオンの大部分は氷で、岩石は非常に少ないという組成が確認されている。

## カオス的自転

ヒペリオンの軌道のアニメーション。
土星·
ヒペリオン·
タイタン

土星からの平均距離はおよそ150万kmで、公転周期は21.3日だが、自転周期と自転軸は不規則に変化する。
1981年、ボイジャー2号がヒペリオンのいびつな形を初めて観測したとき、予想されたものとは違ってその最も長い軸は土星を向いていなかった。 また、いびつな形にもかかわらず、多くの衛星で見られるように潮汐力によって同じ側を母星に向けて公転しておらず、自転周期が公転周期と異なっていることが判明した。
ヒペリオンは比較的大きなサイズの惑星の中では、非常に不規則な形状をし、軌道の離心率が大きく、またより大きな衛星であるタイタンに近いという点で独特な存在である。奇妙なヒペリオンの自転をボイジャーの画像から分析したウィズダムらは、すぐ内側を周る巨大なタイタンとの 3:4 の平均運動共鳴の影響によって、自転が単純な回転ではなくカオス的運動になっていると予測した。すなわち自転は不規則で、一定の周期や軸を持たず、わずかな差が時間とともに急速に拡大するために長期的な予測が実質的に不可能なものであるとされた。 その後行われた地上からの光学的な観測でもこのカオス的な運動は裏付けられた。ヒペリオンのカオス運動のリアプノフ時間はおよそ30日である。
ヒペリオンは実際の天体においてカオス的ふるまいが具体的に示された初めての例となった。他にカオス的自転をする衛星の例としては、冥王星のニクスとヒドラがあり、また海王星のネレイドにもその可能性がある。なお、二重小惑星ではこのようなカオス的な自転状態は一般的だと考えられている。
自転周期と公転周期が潮汐的に同期している他の土星の衛星では、公転の先行半球と後行半球では表面の様子が異なるものが多い。しかしヒペリオンの表面は比較的一様であり、これはヒペリオンがカオス的な自転をしており潮汐的に同期していないことと関連があると考えられる。

## 形成と進化
ヒペリオンの形成と進化過程を考える上で重要なのが、内側を公転するタイタンとの 3:4 の平均運動共鳴である。理論モデルによると、ヒペリオンが現在の軌道とは別の位置で形成され、その後軌道が潮汐力によって進化してタイタンとの軌道共鳴に捕獲されるという過程は起こりづらいと考えられている。これは、軌道共鳴に捕獲されるためには軌道がカオス的になり不安定化される領域を通過する必要があるが、ヒペリオンの軌道の潮汐進化の時間スケールは長く、共鳴に捕獲される前にヒペリオンの軌道が不安定化されてしまうからである。代わりに、ヒペリオンは現在のタイタンとの軌道共鳴の位置で形成されたというモデルが提案されている。このモデルでは、タイタンの軌道の周囲に多数存在した物質のうち、軌道共鳴に入った安定な領域に存在するものが集積してヒペリオンが形成されたと考えている。不安定な領域に存在した物質はタイタンの影響によって軌道が不安定化され、タイタンに衝突するか弾き飛ばされるかで失われた。

## 地形

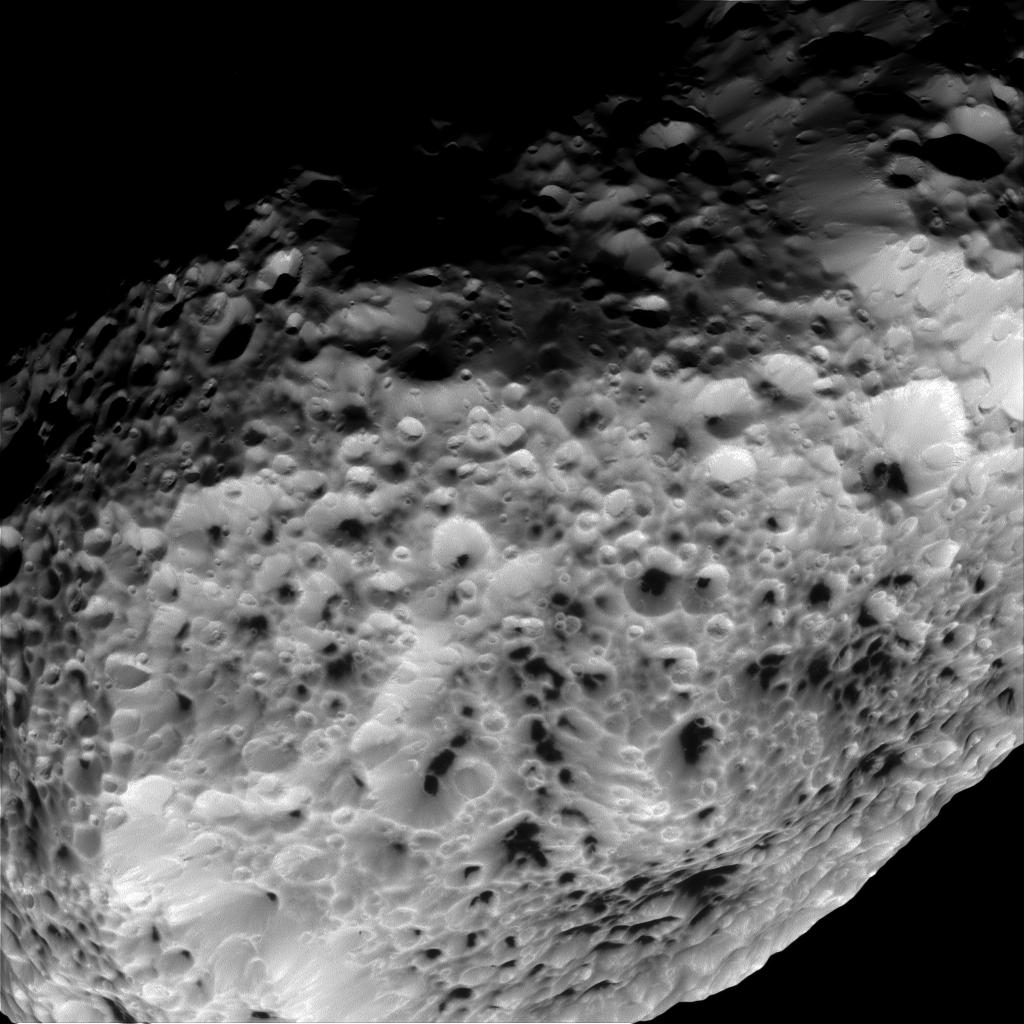
ヒペリオンの地表。

現在、ボイジャーの写真を元に命名された地名が5つある。

### ドルスム
- ボンド＝ラッセル・ドルスム (Bond-Lassell Dorsum) : 発見者のボンド親子とラッセルにちなむ。

### クレーター
世界の神話の太陽神もしくは月の神にちなむ。
- Bahloo（アボリジニ神話）
- ヘリオス（ギリシャ神話）
- ヤリーロ（スラヴ神話）
- メリ（ボロロ族神話）